# Терујуки Оказаки
Терујуки Оказаки (јап. 岡崎 照幸; Префектура Фукуока, 22. јун 1931 — Филаделфија, 21. април 2020) био је јапански мајстор шотокан каратеа 10. дан, оснивач, председник и главни инструктор Међународне Шотокан Карате Федерације (ISKF), који ради под Јапанском Карате Асоцијацијом (ЈКА).
Заједно са Фунакоши Гичином и Масатоши Накајамом био је оснивач ЈКА инструкторског тренинг програма. Оказаки је објавио књигу о свом искуству насловљену Савршенство карактера.
Терујуки Оказаки је рођен у Фукуока префектури у Јапану. Као млад, тренирао је џудо, кендо и аикидо. Године 1948, са шеснаест година уписао се на Такушоку универзитет. Ту је почео да тренира карате. Тренирао под Фунакоши Гичином (оснивачем Шотокана) као и Масатоши Накајамом. Дипломирао је 1953. године и одмах постао тренер Такушокуовог тима. Исте године, одлучено је да се на Оказакију испроба инструкторски тренинг програм, који је још био у повоју. Године 1955. постављен је вођу програма, који је произвео неке од шотоканових најинтегралнијих лидера. Такајуки Миками, Такаура Еији и Хироказу Каназава су били међу првим полазницима овог програма. Као покушај Накајаме да прошири Шотокан међународно, Оказаки је отишао у САД 1961. године, пробитно планирајући да остане 6 месеци, али је од тад отворио доџо у Филаделфији и населио се тамо за стално. Године 1977. Оказаки је основао Међународну Шотокан Карате Федерацију (ISKF). Умро је од последица болести COVID-19 у Филаделфији 2020. године.